# Pohoří Notre-Dame
Pohoří Notre-Dame (francouzsky Monts Notre-Dame, anglicky Notre Dame Mountains) se rozkládá na poloostrově Gaspé v provincii Quebec v jihozápadní části Kanady a jihozápadním směrem přes provincii New Brunswick zasahuje až do státu Maine na severovýchod Spojených států amerických.
Pohoří má nadmořskou výšku okolo 600 až 700 m, nejvyšší bod Mont Jacques-Cartier má 1 270 m. Pohoří Notre-Dame je součástí severní části Appalačského pohoří. Geologická historie pohoří sahá až do prvohor.
Notre-Dame znamená v překladu z francouzštiny Naše Paní, respektive Panna Marie.